# Svend Madsen
Svend Meulengracht Madsen (ur. 17 marca 1897 w Vejle, zm. 10 września 1990 w Gentofte) – duński gimnastyk, medalista olimpijski.
Brat gimnastyka Vigo Madsena (brązowego medalisty olimpijskiego z 1912) oraz żeglarza Hansa Madsena (srebrnego medalisty olimpijskiego z 1912).
W 1920 r. reprezentował barwy Danii na letnich igrzyskach olimpijskich w Antwerpii, zdobywając złoty medal w ćwiczeniach wolnych drużynowo.